# Weir (Misisipi)
Weir es un pueblo del Condado de Choctaw, Misisipi, Estados Unidos. Según el censo de 2000 tenía una población de 553 habitantes y una densidad de población de 203.3 hab/km².

## Demografía
Según el censo de 2000, había 553 personas, 208 hogares y 149 familias residiendo en la localidad. La densidad de población era de 203,3 hab./km². Había 234 viviendas con una densidad media de 86,0 viviendas/km². El 45,21% de los habitantes eran blancos, el 53,71% afroamericanos, el 0,90% amerindiosy el 0,18% de otras razas. El 0,18% de la población eran hispanos o latinos de cualquier raza.
Según el censo, de los 208 hogares en el 34,1% había menores de 18 años, el 44,7% pertenecía a parejas casadas, el 22,6% tenía a una mujer como cabeza de familia, y el 27,9% no eran familias. El 25,5% de los hogares estaba compuesto por un único individuo, y el 13,9% pertenecía a alguien mayor de 65 años viviendo solo. El tamaño promedio de los hogares era de 2,66 personas y el de las familias de 3,19.
La población estaba distribuida en un 31,1% de habitantes menores de 18 años, un 9,9% entre 18 y 24 años, un 25,5% de 25 a 44, un 18,1% de 45 a 64, y un 15,4% de 65 años o mayores. La media de edad era 34 años. Por cada 100 mujeres había 87,5 hombres. Por cada 100 mujeres de 18 años o más, había 78,0 hombres.
Los ingresos medios por hogar en la localidad eran de 23.125 dólares ($), y los ingresos medios por familia eran 28.472 $. Los hombres tenían unos ingresos medios de 31.875 $ frente a los 16.250 $ para las mujeres. La renta per cápita para la ciudad era de 13.697 $. El 25,3% de la población y el 19,7% de las familias estaban por debajo del umbral de pobreza. El 33,1% de los menores de 18 años y el 24,7% de los habitantes de 65 años o más vivían por debajo del umbral de pobreza.

## Geografía
Según la Oficina del Censo de los Estados Unidos, la localidad tiene un área total de 2,7 km², todos ellos correspondientes a tierra firme.